# A Love Supreme
A Love Supreme este un album de studio de muzică jazz lansat de cvartetul lui John Coltrane în februarie 1965 prin Impulse! Records. Este considerat unul dintre cele mai reușite albume ale lui Coltrane combinând hard bop-ul cu free jazz-ul.

## Tracklist
1. "Part 1: Acknowledgement" – 7:47
2. "Part 2: Resolution" – 7:22
3. "Part 3: Pursuance/Part 4: Psalm" – 17:53

- Toate piesele au fost compuse de John Coltrane.